# Északi bronzkor

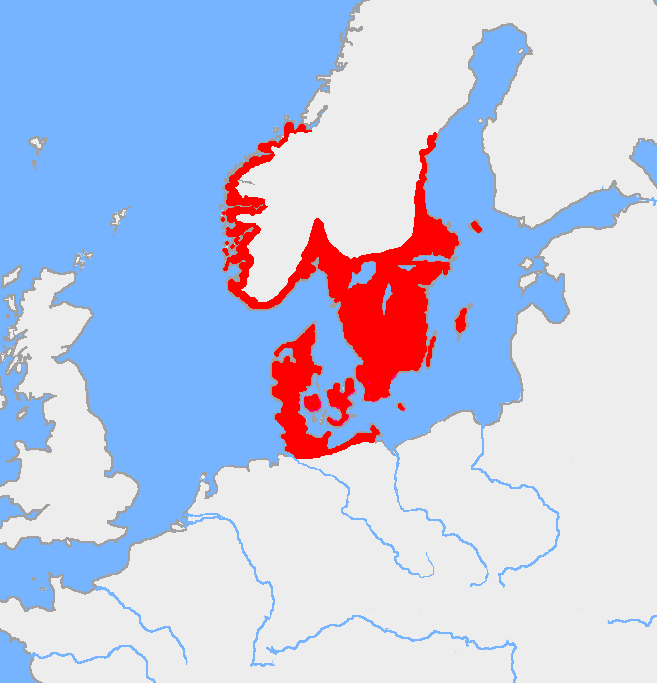
Az északi bronzkori kultúra térképe, Kr. e. 1200 körül

Az északi bronzkor egy történelmi korszak és egy bronzkori kultúra neve Skandináviában, Kr. e. 1800–Kr. e. 500 körül. Az elnevezés Oscar Monteliustól származik. Ezt a zsinegdíszes edények kultúráját követő kultúrát általában a proto-római vaskori ősgermán kultúra közvetlen elődjének tekintik.

## Általános jellemzők

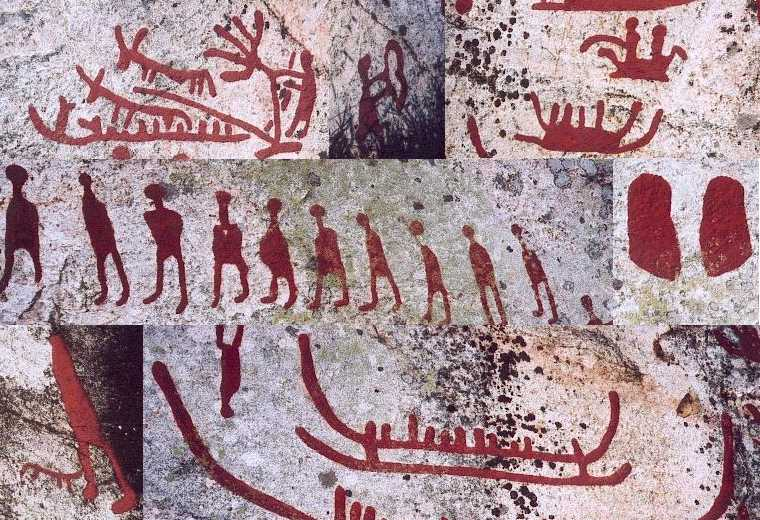
Sziklarajzok Skandináviából (Häljesta, Västmanland, Svédország). A rajzokat kifestették, hogy jobban látszódjanak; nem tudni, hogy eredetileg festettek voltak-e. Összevágott kép

Jóllehet a skandinávok viszonylag későn csatlakoztak az európai bronzkori kultúrákhoz kereskedelem útján, a skandináviai lelőhelyek gazdag és jó állapotban fennmaradt leletanyagot tartalmaztak gyapjú, fa és Közép-Európából importált bronz és arany felhasználásával készült tárgyakból. A skandinávok számtalan fontos európai és mediterrán szimbólumot vettek át, a sajátos észak-európai stílushoz igazítva őket. A mükénéi kultúra, a Villanova-kultúra, Fönícia és az ókori Egyiptom hatása mind azonosítható a korszak skandináv művészetének emlékein.
Ez a külső befolyás valószínűleg a borostyánkő-kereskedelem révén érvényesült. Az ebből a korból származó mükénéi sírokban talált borostyánkő a Balti-tenger térségéből származik, így joggal feltételezhető, hogy az északi bronzkor kultúrája a Borostyánkőút egyik szállítója volt. Számos sziklarajz ábrázol hajókat, és a kőhajókként ismert sziklaalakzatok is arra utalnak, hogy a hajózás fontos szerepet játszott. Néhány sziklarajz mediterrán hajókat ábrázol.

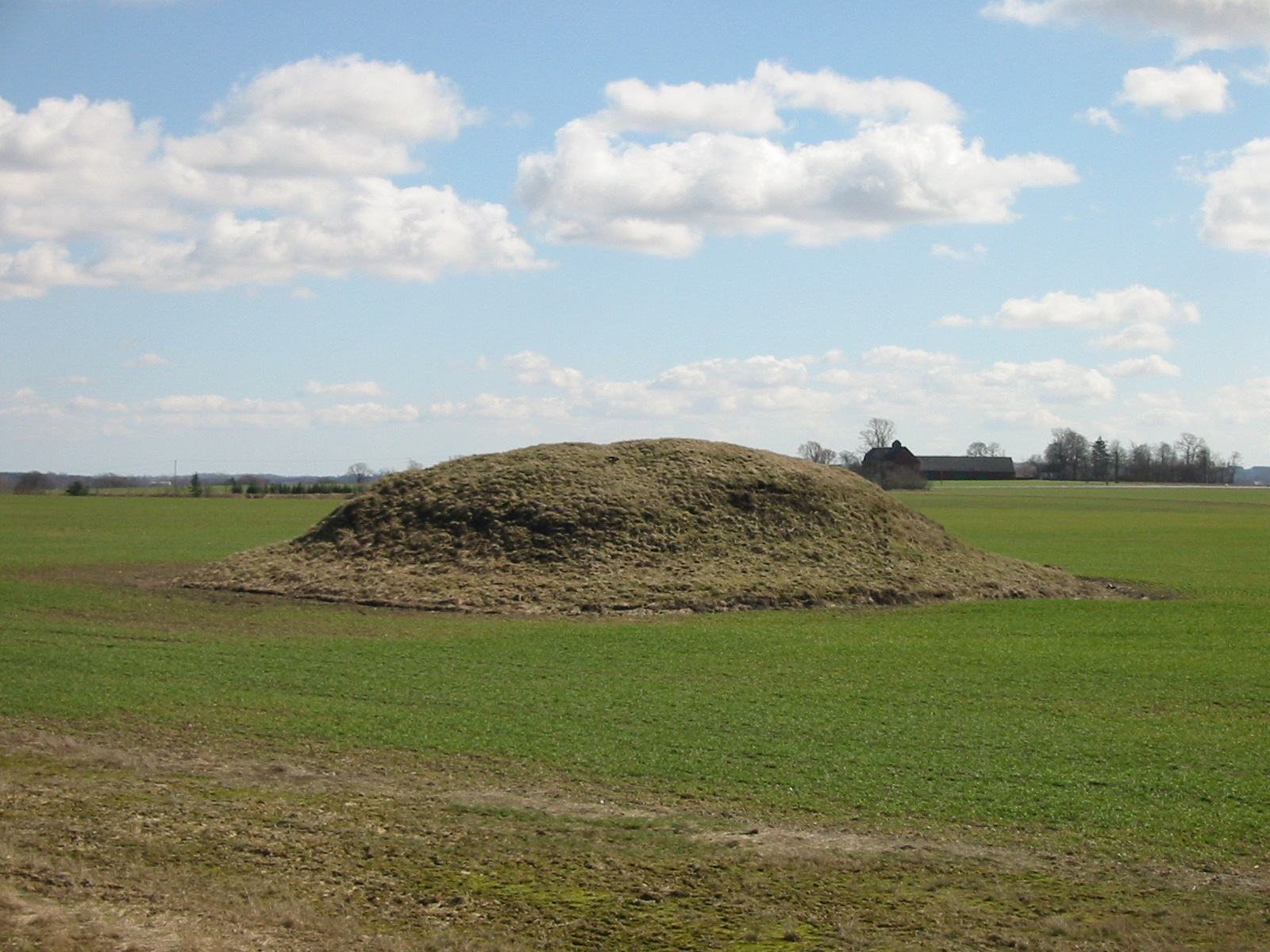
Bronzkori sír (Gårdstånga, Skåne, Svédország

A korszakból számos sír és sziklarajz maradt fent, de jelentésük régóta feledésbe merült. Számos bronz- és aranytárgy is előkerült. A sziklarajzok a bronztárgyakhoz képest viszonylag durván megmunkáltak, így felmerült az az elmélet, miszerint különböző kultúrák vagy különböző társadalmi csoportok alkothatták őket. A bronzkori Skandináviában nem létezett írásbeliség. A sziklarajzokat a megrajzolt tárgyak alapján datálják erre a korszakra, például gyakran ábrázolnak bronz fejszéket. Az első régész, aki ezt a kapcsolatot leírta, Oscar Montelius volt.

## Fordítás
- Ez a szócikk részben vagy egészben a Nordic Bronze Age című angol Wikipédia-szócikk ezen változatának fordításán alapul.  Az eredeti cikk szerkesztőit annak laptörténete sorolja fel. Ez a jelzés csupán a megfogalmazás eredetét és a szerzői jogokat jelzi, nem szolgál a cikkben szereplő információk forrásmegjelöléseként.